# 胡恩溥
胡恩溥（?—1935年5月3日），浙江慈溪人，中华民国报界人物。

## 生平
1934年12月，胡恩溥在天津创办《国权报》。该报接受日本方面津贴，传播所谓泛亚细亚思想。
1935年4月29日，他偕夫人从大连返回天津，入住天津日租界寿街北洋饭店楼下第16号房，化名“沈竹君”。1935年5月2日23时左右，天津日租界《国权报》社长胡恩溥在日租界寿街北洋饭店遭到不明身份的枪手枪击，身中四枪。随后他被送往医院抢救，但因伤势过重，于5月3日清晨逝世，享年51岁。
5月3日凌晨4时，《振报》社长白逾桓也遇刺身亡。日方派日本驻天津总领事馆和宪兵队搜捕人犯，于5月底査明两事件均系蓝衣社所为。这两起暗杀被称为河北事件。后来对这两起暗杀的主使者也有不同说法，一说被酒井隆策划暗杀身亡。